# Drieňovec
Drieňovec este o arie protejată (arie specială de conservare — SAC, sit de importanță comunitară — SCI) din Slovacia întinsă pe o suprafață de 206,2 ha, integral pe uscat.

## Localizare
Centrul sitului Drieňovec este situat la coordonatele 48°38′20″N 20°40′47″E / 48.638889°N 20.679722°E.

## Înființare
Situl Drieňovec a fost declarat sit de importanță comunitară în aprilie 2004 pentru a proteja 1 specie de plante și 9 specii de animale. Situl a fost protejat și ca arie specială de conservare în martie 2004.

## Biodiversitate
Situată în ecoregiunea alpină, aria protejată conține 12 habitate naturale: Pajiști uscate seminaturale și facies de acoperire cu tufișuri pe substraturi calcaroase (Festuco-Brometalia) (* situri importante pentru orhidee), Păduri de fag Luzulo-Fagetum, Păduri de fag din Europa Centrală dezvoltate pe sol calcaros cu Cephalanthero-Fagion, Pajiști carstice calcaroase sau bazofile, de Alysso-Sedion albi, Pajiști panonice carstice (Stipo-Festucetalia pallentis), Fânețe de joasă altitudine (Alopecurus pratensis, Sanguisorba officinalis), Păduri de fag Asperulo-Fagetum, Pajiști stepice subpanonice, Păduri pe pante, grohotișuri și ravene de Tilio-Acerion, Peșteri inaccesibile publicului, Pante stâncoase calcaroase cu vegetație casmofită, Tufărișuri subcontinentale peripanonice.
La baza desemnării sitului se află mai multe specii protejate:
- plante (1): sisinei (Pulsatilla grandis)
- păsări (1): Calcarius lapponicus
- mamifere (5): liliac cârn (Barbastella barbastellus), liliac cărămiziu (Myotis emarginatus), liliac comun (Myotis myotis), liliacul mare cu potcoavă (Rhinolophus ferrumequinum), liliacul mic cu potcoavă (Rhinolophus hipposideros)
- nevertebrate (3): Carabus variolosus, croitorul mare al stejarului (Cerambyx cerdo), rădașcă (Lucanus cervus)

Pe lângă speciile protejate, pe teritoriul sitului au mai fost identificate 31 de specii de plante, 2 specii de amfibieni, 11 specii de mamifere, 2 specii de reptile.